# Пила (город)
Пи́ла (пол. Piła), Шнайдемюль (Шнейдемюль), (нем. Schneidemühl) — город в Великопольском воеводстве Польши, центр Пилского повята. Занимает площадь 102,68 км². Население —69 758 человек (на 2024 год).

## Название города
Piła — польское слово, означающее «пила». Это было типичное название для деревни лесорубов. Немецкое название города Schneidemühl, в переводе — «лесопилка».
Впервые название Пила упоминается в 1451 году, в отношении местной мельницы (molendinum Pila). Не позднее XVI века название было перенесено на всё поселение, которое к тому времени стало уже королевским городом (in oppido regio Pila, 1515). 

## История
Поселение было основано, вероятно, в 14 веке, рядом с лесопилкой. Находилось во владениях тамплиеров, в 1368 году было включено Казимиром Великим в состав Польши.
В 1922—1938 годах Пила — центр прусской провинции Позен-Западная Пруссия.
В 1938 году в городе родился генерал-майор авиации Национальной народной армии ГДР Вольфганг Тонке.
В начале февраля 1945 года в ходе Восточно-Померанской операции советские войска окружили город. Командовавший группой немецких армий «Висла» Генрих Гиммлер приказал удержать его любой ценой. За несколько дней немецкие войска потеряли свыше 4 тысяч человек, после чего ими была предпринята неудачная попытка прорыва из окружения. Ликвидация окруженной группировки была завершена к концу февраля 1945 года, при этом советские войска взяли в плен более пяти тысяч вражеских солдат и офицеров. Кроме того, в лесах севернее Шнайдемюля советскими частями были ликвидированы две группировки немцев, при этом также было взято большое число пленных.

## Население
| Год  | Население |
| ---- | --------- |
| 1774 | 1,322     |
| 1816 | 1,992     |
| 1843 | 4,111     |
| 1856 | 6,060     |
| 1867 | 7,516     |
| 1875 | 9,724     |

| Год  | Население |
| ---- | --------- |
| 1880 | 11,610    |
| 1900 | 19,655    |
| 1910 | 26,126    |
| 1925 | 37,518    |
| 1933 | 43,180    |
| 1939 | 45,791    |

| Год  | Население |
| ---- | --------- |
| 1948 | 10,700    |
| 1960 | 33,800    |
| 1970 | 43,700    |
| 1980 | 58,900    |
| 1990 | 71,100    |
| 1995 | 75,700    |

| Год  | Население |
| ---- | --------- |
| 2001 | 77,000    |
| 2005 | 74,600    |
| 2006 | 75,144    |

## Фотографии
- Одна из площадей города
- Здание, построенное в традиционном немецком стиле — напоминание о немецком прошлом города.
- Набережная реки Гвда.
- Костёл
- Церковь Святого Семейства
- Железнодорожный вокзал
- Паркинг
- Центр города Пила, вечер.
- Улица 3 мая - одна из улиц города.